# 오렌지 박스
《오렌지 박스》(The Orange Box)는 밸브 코퍼레이션이 개발한 여러 밸브의 비디오 게임들을 묶어놓은 패키지이다. 이 패키지는 매우 좋은 평가를 받고 게임 상을 100개 정도 받기까지 했다. 마이크로소프트 윈도우 버전은 2007년 10월 10일 오프라인 판매와 스팀을 통한 온라인 다운로드 판매를 시작했고, 엑스박스 360과 플레이스테이션 3 버전은 대한민국에 일렉트로닉 아츠를 통해 각각 2007년 10월 19일과 12월 24일에 발매됐다. 단품으로 구입할 때에 비해 가격이 월등히 싸 지므로 스팀 유저들은 대부분 필수로 구입할 정도로 인기가 높다.

## 포함된 게임
- 하프라이프 2
- 하프라이프 2: 에피소드 1
- 하프라이프 2: 에피소드 2
- 하프라이프 2: 데스매치
- 하프라이프 2: 로스트 코스트
- 포탈
- 팀 포트리스 2

## 평가
| 평론 점수 평론사 점수 PC PS3 엑스박스 360 1UP.com A+ [ 4 ] B+ [ 5 ] A+ [ 6 ] 올게임 [ 7 ] N/A N/A 에지 10/10 [ 8 ] N/A 10/10 [ 8 ] 유로게이머 10/10 [ 9 ] 8/10 [ 10 ] 10/10 [ 11 ] 게임 인포머 9.75 [ 12 ] 9.25 [ 13 ] 9.75 [ 14 ] 게임프로 N/A N/A 5/5 [ 15 ] 게임스팟 9.5/10 [ 16 ] 9.0/10 [ 17 ] 9.5/10 [ 18 ] 게임스파이 [ 19 ] [ 20 ] [ 21 ] IGN 9.5/10 [ 22 ] 8.4/10 [ 23 ] 9.5/10 [ 24 ] OXM (US) N/A N/A 9.5/10 [ 25 ] PC 게이머 (US) 94% [ 8 ] N/A N/A 통합 점수 게임랭킹스 96% [ 26 ] 89% [ 27 ] 96% [ 28 ] 메타크리틱 96/100 [ 8 ] 89/100 [ 29 ] 96/100 [ 30 ] |        |        |              |
| 평론 점수 |        |        |              |
| 평론사 | 점수   | 점수   | 점수         |
| 평론사 | PC     | PS3    | 엑스박스 360 |
| 1UP.com | A+     | B+     | A+           |
| 올게임 | [ 7 ]  | N/A    | N/A          |
| 에지 | 10/10  | N/A    | 10/10        |
| 유로게이머 | 10/10  | 8/10   | 10/10        |
| 게임 인포머 | 9.75   | 9.25   | 9.75         |
| 게임프로 | N/A    | N/A    | 5/5          |
| 게임스팟 | 9.5/10 | 9.0/10 | 9.5/10       |
| 게임스파이 | [ 19 ] | [ 20 ] | [ 21 ]       |
| IGN | 9.5/10 | 8.4/10 | 9.5/10       |
| OXM (US) | N/A    | N/A    | 9.5/10       |
| PC 게이머 (US) | 94%    | N/A    | N/A          |
| 통합 점수 |        |        |              |
| 게임랭킹스 | 96%    | 89%    | 96%          |
| 메타크리틱 | 96/100 | 89/100 | 96/100       |